# Ri Myong-sam
Ri Myong-sam (* 6. Mai 1974) ist ein nordkoreanischer Fußballspieler. 

## Karriere
Ri tritt international als Spieler der Sportgruppe 25. April in Erscheinung, dem Klub der Koreanischen Volksarmee.
Der Abwehrspieler kam zwischen 2003 und 2005 zu mindestens 13 Einsätzen für die nordkoreanische Nationalmannschaft, darunter zehn Einsätze während der Qualifikation zur Weltmeisterschaft 2006. 2005 nahm er mit der Nationalelf an der Qualifikationsrunde zur Ostasienmeisterschaft 2005 teil.